# Cyclosa spirifera
Cyclosa spirifera är en spindelart som beskrevs av Simon 1889. Cyclosa spirifera ingår i släktet Cyclosa och familjen hjulspindlar. Inga underarter finns listade i Catalogue of Life.